# Adventure Coast Southport
Koordinaten: 53° 38′ 57″ N, 3° 1′ 1″ W
Adventure Coast Southport ist ein Freizeitpark in Southport (Merseyside, England,  Vereinigtes Königreich), der 1912 als Pleasureland Southport eröffnet wurde. Von 2007 an hieß der Park zwischenzeitlich New Pleasureland Southport und Southport Pleasureland. 2025 wurde der Park in Adventure Coast Southport umbenannt.

## Achterbahnen
| Name          | Typ                           | Hersteller                  | Eröffnung |
| ------------- | ----------------------------- | --------------------------- | --------- |
| Apple Coaster | Familienachterbahn, Big Apple | DAL Amusement Rides Company | 2016      |
| Rocket        | Familienachterbahn            | Pinfari                     | 2021      |
| Unbekannt     | Unbekannt                     | Gerstlauer                  | 2025      |

### Ehemalige Achterbahnen
| Name                         | Typ                              | Hersteller                      | Eröffnung        | Schließung         |
| ---------------------------- | -------------------------------- | ------------------------------- | ---------------- | ------------------ |
| Big Apple                    | Familienachterbahn, Big Apple    | Pinfari                         | 1982             | 2006               |
| Circus Clown                 | Kinderachterbahn                 | Pinfari                         | 1984 oder früher | 1984 oder später   |
| Cyclone                      | Holzachterbahn                   | Charles Paige                   | 1937             | 2006               |
| Figure Eight                 | Holzachterbahn, Side Friction    | unbekannt                       | 1908             | 1936               |
| Junior Cyclone               | Kinderachterbahn                 | Supercar                        | 1955 oder früher | die 1970er Jahre   |
| King Solomon's Mines         | Holzachterbahn, Wilde Maus       | unbekannt                       | 2000             | 2006               |
| Looping Star                 | Stahlachterbahn mit Inversion    | Schwarzkopf                     | 1985             | 1987               |
| Mad Mouse                    | Holzachterbahn, Wilde Maus       | unbekannt                       | 1983             | 1984               |
| Mountain Caterpillar Railway | Holzachterbahn                   | unbekannt                       | 1925             | 1938               |
| Roller Coaster               | Stahlachterbahn mit Inversion    | Pinfari                         | 2017             | 2022               |
| Scenic Railway               | Holzachterbahn                   | Christopher Wiseman, John Monks | 1922             | 1938               |
| Switchback Railway           | Holzachterbahn                   | unbekannt                       | 1895             | frühe 1900er Jahre |
| Traumatizer                  | Inverted Coaster                 | Vekoma                          | 1999             | 2006               |
| Wildcat                      | Stahlachterbahn ohne Inversionen | Pinfari                         | 1978             | 2017               |